# Paul Pau

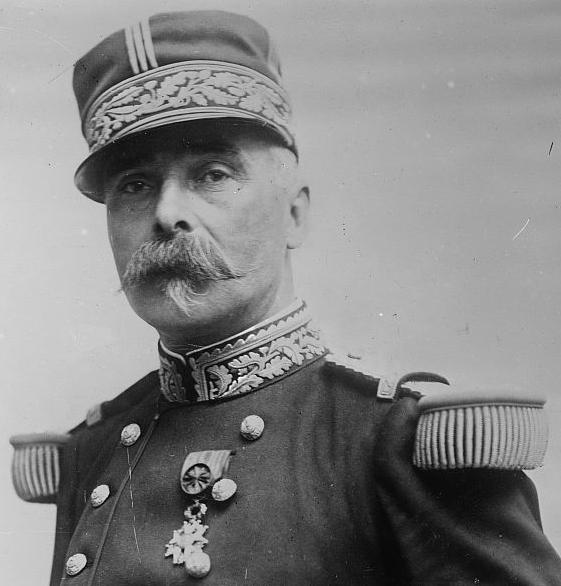
General Paul Pau

Paul Marie César Gérald Pau (* 29. November 1848 Montélimar; † 2. Januar 1932 in Paris) war ein französischer Général d’armée.

## Leben

### Frühe Militärkarriere
Paul Pau wurde im Jahr 1848 im Département Drôme als Sohn von Vital Esprit Césaires Pau, Capitaine im 68e régiment d’infanterie und der Louise Pétronille Eyma Alléaume geboren. Er studierte an der National Military Prytanée und danach an der Henri Poincaré Hochschule in Nancy. Am 15. Oktober 1867 trat er in die Militärakademie von Saint-Cyr ein, die er bis 1869 bei der Infanterie absolvierte. Im 78e régiment d’infanterie wurde er am 1. Oktober 1869 zum Sous-lieutenant befördert und kämpfte zu Beginn des Deutsch-Französischen Krieges von 1870 bei der 2. Brigade (General Pelle) der 2. Infanterie-Division unter General Abel Douay. Im Rahmen des 78e régiment d’infanterie (unter Oberst Carrey de Bellemare) beim I. Korps eingeteilt wurde ihm am 6. August 1870 in der Schlacht von Frœschwiller die rechte Hand durch mehrere Granatsplitter schwer verstümmelt. Nach seiner Rekonvaleszenz der großteils im Spital von Besançon erfolgte, wurde er am 25. November 1870 zum Capitaine befördert.
In das 63e régiment d’infanterie (unter Lieutenant-colonel Desveaux) versetzt, kämpfte er in der Schlussphase des Krieges im Rahmen des XXIV. Korps (General Bressolles) bei der französischen Ostarmee unter General Bourbaki in Burgund. Capitaine Pau nahm am Gefecht bei Villersexel (9. Januar 1871) und im Raum Montbéliard an der Schlacht an der Lisaine (15.–17. Januar) teil.
Nach dem Waffenstillstand mit den Deutschen wurde Pau dem 120e régiment d’infanterie (2. Brigade der 2. Division) des I. Korps der Armee von Versailles zugeordnet und half den Aufstand der Pariser Kommune niederzuschlagen. Bald darauf, am  24. Juni 1871 wurde Pau zum Ritter der Ehrenlegion ernannt.
Am 7. Oktober 1902 wurde er zum Kommandeur der 14. Infanterie-Division ernannt und am 7. April 1903 zum Général de division befördert. Am 29. Dezember 1904 wurde er Kommandant des XVI. Korps und ab 24. März 1907 Kommandant des XX. Korps in Nancy. Am 30. Oktober 1909 wurde er Mitglied des Obersten Kriegsrates und Kommandeur des 2. Armeekommandos. Am 29. Dezember 1910 wurde er Großoffizier der Ehrenlegion. Im Jahr 1911 weigerte er sich, Stabschef der Armee zu werden und teilte am 19. Juli 1911 die Richtlinie des Vorsitzenden des Kriegsrates, General Michel, den Plan XVI, der bei einem Krieg gegen das deutsche Reich die Defensive im Elsaß vorsah. Sein Vorgehen gegen den Gewerkschaftsbund CGT und die Anarchisten in den Kasernen wegen antimilitaristischer Propaganda machten ihn unbeliebt. Am 28. Juli 1913 wurde Pau aus dem Kriegsrat entfernt, weil sich Joffres Offensivplan durchsetzte. Pau erhielt das Großkreuz der Ehrenlegion am 10. Juli und am 6. Dezember die dazugehörende Medaille, am 29. November 1913 wurde er zur Disposition gestellt.

### Im Ersten Weltkrieg
Als der Erste Weltkrieg im August 1914 ausbrach, holte Joffre General Pau aus dem Ruhestand zurück und übertrug ihm den Oberbefehl über die Armée d’Alsace, welche den Plan XVII in Elsass-Lothringen durchführen sollte. Am 19. August konnte das VII. Korps (14. und 41. Division) unter General Bonneau bei einem zweiten Vorstoß auf die Linie Thann-Altkirch die Stadt Mülhausen besetzen und mehrere Tausend Gefangene einbringen.
Trotz dieses Erfolges mussten sich Paus Truppen wegen der Verluste in der Schlacht bei Mörchingen und Dieuze und der Schlacht bei Saarburg zurückzuziehen. Als Joffre die Chance auf einen schnellen Sieg durch die Offensive im Elsass als gescheitert ansehen musste, wurde die Armeeabteilung Pau am 28. August aufgelöst und seine Truppen großteils an die Front nordöstlich von Paris kommandiert, um an der Schlacht an der Marne teilzunehmen. Pau zog sich wieder in den Ruhestand zurück.
Vom 5. bis 16. Oktober 1914 fungierte Pau als Leiter der ersten französischen Militärmission in Belgien um die Verteidigung von Antwerpen zu verstärken. Von 9. Februar bis 11. April 1915 wurde er für eine diplomatische Mission nach St. Petersburg entsandt. Ab 29. November 1915 wurde er Chef der französischen Militärmission in Russland. In dieser Position wurde ihm Senilität vorgeworfen, am 13. September 1916 wurde er durch General Maurice Janin abgelöst. Nach seiner Reservestellung die bis 8. Februar 1917 andauerte, übernahm er am 13. Juli 1917 bis über das Kriegsende hinaus die Leitung der französischen Militärmission in Australien.

### Nach dem Krieg
Nach seiner Rückkehr nach Frankreich wurde er am 4. März zur Erhaltung der Ordnung in die Gesetzgebende Versammlung nach Quebec eingeladen und am 10. November 1920 persönlich vom Kriegsminister belobigt. Von 1918 bis zu seinem Tod 1932 wurde er auch zum Präsident des Roten Kreuzes in Frankreich berufen. General Pau starb am 2. Januar 1932 und wurde im Caveau des Gouverneurs der Cathédrale Saint-Louis-des-Invalides in Paris begraben.
Paul Pau heiratete am 7. August 1884 Mari Henriette, geborene von Guntz, Tochter des Inspektors der Militärkrankenhäuser, mit der er zwei Kinder hatte: Roland und Marie-Edmée.